# 2013年4月中國大陸

## 4月30日
- 新华网报道：“5月1日起一批新法实施，《精神卫生法》终结‘被精神病’”。人民网（页面存档备份，存于）
- 中国网报道：“中纪委正研究全国范围抽查干部财产申报方案”。按照《领导干部报告个人重大事项的规定》，每年3月31日之前，副县(处)级以上领导干部向组织申报收入、房产、配偶、子女移居国(境)外、从业、经商、投资情况等14项重大事项。也就是说，从4月起，涉及全国县处级以上干部的申报事项都已上报完毕，等待核查。中国网

- 据新华社中国网事微博消息，唐慧起诉永州市劳教委案，一审原告败诉。30日，唐慧以邮寄方式提起行政上诉状，正式向湖南省高级人民法院提出上诉，请求撤销永州市中级人民法院的判决，要求永州市劳动教养管理委员会道歉并赔偿。中新网（页面存档备份，存于）

## 4月29日
- 北京晨报微博报道：“解放军集中悬挂新车牌，点名11种豪车禁挂军牌”。晨报讯 5月1日起，全军和武警部队将统一使用新式军车号牌。“04式”军车号牌则于4月30日废止。2012式号牌用汉语拼音字头取代了原先代表各大单位的汉字，用英文字母表示所属单位。私人车辆以及奥迪、保时捷等或排量超过3.0升、价格超过45万元的豪车将禁用军车号牌。腾讯新闻（页面存档备份，存于）

- 内地居民“转战”港澳购金,加工厂赶通宵出货。据香港《大公报》报道，近期国际金价下跌，且与中国内地差价正在拉大，港澳珠宝连锁店饰金价格的优势也愈趋明显，内地客赴港购金热潮有增无减。记者从珠三角珠宝首饰厂商获悉，近两周来自香港各大珠宝品牌连锁店的订单飙升数倍，较多加工厂所接订单创历史新高，同比激增8到10倍;员工要通宵加班赶工，以应对29日起三天的“五一”小黄金周假期的抢金潮。中国网

## 4月28日
- 交通部要求严格执行安理会对朝鲜制裁决议。通知说：3月7日，联合国安理会通过关于朝鲜核试验问题的第2094号决议。根据外交部要求，为履行我国承担的国际义务，请各有关单位采取措施严格执行上述决议，如遇重大问题，请及时报部。21CN新闻

## 4月27日
- 国防部回应中国40架军机现钓鱼岛海域周边空域：系正常巡逻。环球网（页面存档备份，存于）
- 浙江省余姚市一女子随手拍排烟工厂照片传至BBS，被“送快递”者劫持上山撕衣拍裸照逼迫删帖。劫持者今日被公诉。钱江晚报（页面存档备份，存于）
- 周强在提升司法公信力专家学者座谈会上提出，全社会共同努力推进公正司法提升司法公信力。建设法治国家是中国梦的一个重要组成部分，同时，推进法治建设也是为中国梦的实现提供有力的保证。人民法院报（页面存档备份，存于）

## 4月26日
- 中国-菲律宾南海争议仲裁法庭成立，外交部回应要求菲律宾从马欢岛、费信岛、中业岛、南钥岛、北子岛、西月岛、双黄沙洲和司令礁上撤离。京华时报
- 网传郭美美欲曝17.2GB与中国红十字会领导的不雅视频，中国红十字会社监委随即否认要重查郭美美事件。腾讯最娱乐（页面存档备份，存于）
- 安徽省无为县襄安镇一村干部酒后驾驶被查，回应称“为政府喝酒、为人民喝酒！”安徽商报

## 4月25日
- 河南省平顶山市叶县35岁农民李怀亮因“故意杀人”坐牢12年，曾被判死刑，今被无罪释放。据称李母生前曾多次为爱子上访伸冤，一路磕头求菩萨保佑。新京报（28日）（页面存档备份，存于）
- 江苏省南京市政府副秘书长汪扬正接受组织调查。同僚透露其被查原因：他吃肉别人喝汤。21世纪经济报道（页面存档备份，存于）

## 4月24日
- 4月23日13时30分，新疆喀什巴楚县色力布亚镇3名社区工作人员到居民家中走访，在一居民家中发现多名可疑人员和管制刀具，遂用电话向上级报告，之后被藏匿于屋内的暴徒控制。接报后，镇派出所民警和社区干部分头前往处置，先后遭屋内外暴徒袭杀。此前被控人员也被杀害，暴徒点燃房屋焚烧。随后赶到的民警击毙继续暴力对抗的暴徒，控制现场事态。该暴力恐怖案件，造成民警、社区工作人员15人死亡（维吾尔族10人，汉族3人，蒙古族2人），受伤2人（维吾尔族）。处置过程中击毙暴徒6人，抓获8人。人民網（页面存档备份，存于）
  - 世界维吾尔大会发言人称：“中国政府之所以这样定性其实是推卸自己对新疆维吾尔族暴力镇压的责任。”BBC（页面存档备份，存于）

## 4月23日
- 河南省三门峡市中级法院副院长贾九翔被中共当地纪委“双规”10天后身亡，家属称其遗体伤痕累累。当局回应称贾突发心脏病，家属不得再探视遗体。BBC（页面存档备份，存于）云南信息报

## 4月22日
- 中国地震台网正式测定：04月22日17时11分在内蒙古自治区通辽市科尔沁左翼后旗、辽宁省阜新市彰武县交界(北纬42.9度，东经122.4度)发生5.3级地震，震源深度6千米。中新网（页面存档备份，存于）

## 4月21日
- 国家卫生计生委21日通报称截至当日16时，全国报告确诊H7N9禽流感102人，其中20人死亡，12人康复。城市晚报（页面存档备份，存于）
- 解放军总政治部要求团以上军队领导机关干部下连队当兵，不得趁机游山玩水、收礼。新华社（页面存档备份，存于）

## 4月20日
- 四川省雅安市芦山县发生约7.0级强烈地震，省会成都市震感强烈。四川在线中新网（页面存档备份，存于）

## 4月19日
- 《人民日报》 报道：中国开展器官捐献试点十余年仅659例自愿捐献。人民网

- 媒体披露央企“打工皇帝”，总经理年薪可达998万元人民币，董事长年薪未公布。持有外国国籍可涨薪。21世纪经济报道（页面存档备份，存于）
- 媒体称地方政府为阻止唐慧信访已花费上百万。新华网 Archive.today的存檔，存档日期2013-06-30
- 辽宁官方调查组称《走出马三家》一文片面采用某些当事人的不实陈述，内容严重失实，在社会上造成了恶劣影响。调查组认为，所谓体罚、虐待劳教人员问题和“刘某怀孕仍被收容”，均为不实之词。新华网（页面存档备份，存于）
- 河南省郑州市回应“20年未增加1辆出租车”：增加了1辆。新华网（页面存档备份，存于）
- 江苏省泰州市滨江工业园区管委会的内部接待中心因公款豪宴遭民众闯入拍照和围堵。新京报（参见：刀鱼、河豚、人参）

## 4月18日
- 广东省深圳市一青年围观便衣警察执法并斥责执法人员的不当言行，被执法人员打穿后脑。当局回应称，被打青年现场发表“煽动性言论”，属于“暴力抗法”。广东卫视（页面存档备份，存于）
- 原中共中央主席、中共中央总书记胡耀邦之子胡德平称政府启动改革却又不推动是不负责任。中国新闻网

## 4月17日
- 云南省大理州发生5.0级地震，地震发生前3天曾有民间机构在微博公开成功预报了此次地震。省地震局回应表示欢迎与民间进行学术探讨与交流，但根据中国相关法律，民间机构对外公开发布地震预报属违法行为。云南信息报（页面存档备份，存于）
- 湖南省永州市零陵区富家桥镇当局称为拦截上访妈妈唐慧花费已达百万元，盼其胜诉以脱“维稳”之责。新京报（页面存档备份，存于）

## 4月16日
- 国家新闻出版广电总局下发通知，要求新闻以正面报道为主，各类新闻媒体均不得擅自使用外媒以及网站的新闻产品。中国网（页面存档备份，存于）
- 广东省河源市东源县法院副院长刘伟华伪造判决书被调查，回应称伪造判决书系奉上级之意。新华网（页面存档备份，存于）
- 复旦投毒案的受害者黄洋经抢救无效，在复旦大学附属中山医院去世。新民网（页面存档备份，存于）

## 4月14日
- 14日凌晨6时左右，湖北省襄阳市樊城区前进东路一景城市花园酒店发生火灾，大火从一楼网吧烧起，一直蔓延到整个酒店。火灾已于8时50分扑灭。截至当天下午2点40分，火灾共造成61人伤亡，其中14人遇难。遇难者中，年纪最小的是一名5岁女孩。凤凰网（页面存档备份，存于）京华时报

## 4月13日
- 光明网报道：“上访妈妈称将继续上诉 败诉后蹲地哭10分钟” 。新京报讯（记者涂重航）昨日，“上访妈妈”唐慧状告湖南永州市劳教委一案在永州中院开庭。法院经过一上午的审理，于当天下午做出一审判决，驳回唐慧要求永州市劳教委行政赔偿的请求。光明日报
- 新华社中国网事报道：“新华社评上访妈妈唐慧案：中国梦的痛点和泪点”。唐慧蹲在地上，把头深深埋下，掩面而泣。这是一位母亲的悲痛时刻，也是中国梦的痛点和泪点。要让“上访妈妈”不再哭泣，关键在于顶层设计。期待基层公正审理，更期待顶层给力改革——改革劳教制度，废除维稳式劳教，让法治之光照亮每一位母亲，晒去每一滴泪水。(原标题：别哭，“上访妈妈”)。新浪新闻（页面存档备份，存于）
- 人民网报道：“最高检:集中力量查办一批有影响有震动的大案要案”。最高检12日要求全国检察机关要进一步突出办案重点，找准办案的着力点和切入点，排除干扰阻力，坚决查办发生在党政机关和领导干部中的案件，集中力量查办一批有影响、有震动的大案要案。(记者陈菲)(来源:新华网)。人民网（页面存档备份，存于）
- 冰岛女总理西于尔扎多蒂携夫人对华进行正式访问。都市快报（页面存档备份，存于）
- 中共陕西省省委宣传部常务副部长任贤良在《红旗文稿》谈互联网冲击“党管媒体的原则底线”，要求对于不听话的微博大V敢于硬碰硬，“该警告的警告，该禁言的禁言，该关闭的关闭”。求是杂志社

## 4月12日
- 唐慧诉劳教委案今日开庭 家属拿到5张旁听证。腾讯新闻（页面存档备份，存于）

## 4月11日
- 中国妇女报4月11日报道“访马三家女子劳教所事件记者：直面真相 推动改革”：4月9日晚，本报记者联系上《走出“马三家”》稿件采写者、《Lens视觉》杂志主笔袁凌，通过电话了解到稿件采写的过程及相关情况。中原网[]
- 参考消息网报道“外电关注前铁道部部长刘志军被起诉”：媒体称，中国10日正式起诉前铁道部部长刘志军腐败及滥用职权，这是对深陷丑闻的铁道部进行贪污受贿调查的最新动作。 法新社4月10日援引新华社的报道说，刘志军一案当日已由北京市人民检察院第二分院依法向北京市第二中级人民法院提起公诉，北京市二中院已“依法受理该案，将择日开庭审理”。报道称，中国的铁路系统造价高达数千亿美元，是近年来重点发展项目之一，如今拥有世界上最大的高铁网。但2011年在温州发生的动车事故导致约40人丧生，引发了公众批评，公众认为，当局在急于扩建铁路网的同时牺牲了安全问题。路透社4月10日报道指出，刘志军要么面临长期监禁，要么可能是死刑。如何处理他，将是新上任的中国领导人打击腐败的力度会有多大的一个暗示。新华网 Archive.today的存檔，存档日期2013-04-28
- 河南省禹州市农妇到市政府举报偷矿，疑被政府保安扔出门摔出颅脑损伤。市当局回应称：自己摔的。大河报

## 4月10日
- 国有企业一汽集团百亿元资金不知去向，丢失资金多与其地产项目有关。百名高管被带走协查。21世纪经济报道（页面存档备份，存于）
- 江苏省南京市城管因禽流感勒令全市0点以前杀尽家禽家畜。现代快报
- 《人民日报海外版》刊载题为《半岛问题：给四国说四句话》的文章，警告朝鲜半岛局势“不能由着朝鲜的性子来”。人民日报
- 海关总署透露发改委已批复7万亿人民币投资项目，重点涉及交通。人民网财经（页面存档备份，存于）
- 云南省昭通市永善县水电移民安置房可抗八级地震，近日被风吹倒。当局回应称安置房质量合格，只是因为墙在风口。对于村民有录影显示当局曾派武警殴打移民一事，当局称不实。中国广播网（页面存档备份，存于）

## 4月9日
- 辽宁官方调查“马三家女子劳教所酷刑”事件秦楚网
- 浙江省温州市官员於其一双规期间“意外”死亡，家属称其遍体鳞伤。生前或卷入土地审批案。21世纪经济报道
- 湖北省通山县42岁妇女沈红霞因结扎致死，计划生育部门赔百万要求不追责。当局否认财政拨款。人民网（页面存档备份，存于）
- 中国国家统计局公报称3月消费物价指数同比上涨2.1%，而2月上涨了3.2%。BBC（页面存档备份，存于）
- 陕西省西安市公安局称当地一男子散布H7N9禽流感致10余人死亡虚假信息被刑拘。央视网（页面存档备份，存于）
- 河北省保定市高阳县当局回应女子在质量技术监督局局长办公室喝药求死一事，称确有此事已在调查。中新网（页面存档备份，存于）

## 4月8日
- 南方报业董事长、管委会主任杨兴锋被免职，中共南方报业党委书记杨健接任。深圳特区报（页面存档备份，存于）（参见：南方都市报案，21世纪环球报道被停刊，新京报撤编事件，南周事件）
- 人民网舆情监测室舆情分析师 何新田 "今日舆情解读： 劳教所不应是法外之地"。综合今日舆情数据，今日舆情热度最高的热点话题是“马三家女子劳教所”，热度最高的单条网络新闻是腾讯新闻：揭秘女子劳教所：坐老虎凳绑死人床 强制孕妇劳动。截至今日上午12时，“马三家女子劳教所”相关话题位居今日舆情热点排行第一位，已有至少42万网友参与讨论和超过7万条网友评论。人民网强国论坛（页面存档备份，存于）
- 上海市高级人民法院和上海市人民检察院同时挂出消息称进一步核查梅吉祥-梅吉杨案。南方周末网站南方周末（4日）

## 4月7日
- 阴道日记揭秘辽宁省马三家女子劳教所：强制孕妇劳动，被电击，坐老虎凳，缚死人床。Lens视觉杂志[]（参见：临沂市精神病院杨永信为戒网瘾电击儿童。）
- 国家中医药管理局为H7N9禽流感“开药方”：桑叶、金银花、黄芩。新华网（页面存档备份，存于）
  - 浙江省：佩戴香囊可预防H7N9，每天闻香2次。中新网（页面存档备份，存于）

## 4月5日
- 国家工信部称微信肯定收费，服务商腾讯称纯属造谣。新快报
- 因查出多例鸡和鸽子感染H7N9，上海市应农业部要求，今日起暂时关闭活禽市场，并禁止外来活禽入境。京华时报（页面存档备份，存于）

## 4月4日
- 《南方周末》报道退休检察官7年追梅吉祥-梅吉杨案“真凶”，18年前上海市的“铁案”疑是冤案。南方周末
- 出现多例H7N9的江苏省卫生厅提醒民众：板蓝根冲剂可预防H7N9禽流感。南京日报（页面存档备份，存于）现代快报
- 甘肃省卫生厅：按摩迎香穴可预防H7N9禽流感。人民网（页面存档备份，存于）
- 美国疾病控制与预防中心(CDC)宣布开始研制H7N9禽流感疫苗。纽约时报（页面存档备份，存于）

## 4月3日
- 內地H7N9禽流感疫情呈擴大趨勢，其中江蘇省在4地爆發，令3天以來內地確診H7N9禽流感人數增至7人。文汇报（页面存档备份，存于）
- 国家卫生和计划生育委员会3日发布《人感染H7N9禽流感疫情防控方案》、《人感染H7N9禽流感医院感染预防与控制技术指南》、《人感染H7N9禽流感诊疗方案》，要求各地早发现、早报告、早诊断、早隔离、早治疗人感染H7N9禽流感病例，控制疫情的传播、蔓延。人民日报/人民网
- 国务院总理李克强3日主持召开国务院常务会议，部署开展现代农业综合配套改革试验工作。央视网（页面存档备份，存于）
- 诺基亚在中国内地最大的旗舰店上海南京东路旗舰店近日悄然关闭。诺基亚表示，今后将减少直营店，强化电商、运营商、经销商零售渠道。央视网（页面存档备份，存于）
- 河北省沧县地下水受污染变红，800只鸡疑饮井水暴毙。当地环保局回应称：井水呈红色，不代表不达标。中国广播网

## 4月1日
- 4月1日起，境内港、澳、台居民可以开立A股账户。人民日报/人民网
- 4月1日晚，苹果公司在其官方网站贴出了署名苹果CEO库克的致中国消费者公开信，表示自2013年4月起，保修期内的iPhone4和iPhone4S如果通过更换部件仍无法快速修好，则将为消费者更换一台新手机，此前不予更换的后盖也将换新，且保修期也延长为自更换之日起1年。央视网（页面存档备份，存于）